# Schlacht bei Mons
Die Schlacht bei Mons fand vom 23. bis zum 24. August 1914 zwischen Verbänden der deutschen 1. Armee und den Hauptkräften der British Expeditionary Force (BEF) statt. Operationsgeschichtlich wird sie den sogenannten Grenzschlachten zugeordnet. Bei Mons entzog sich die BEF der drohenden Umfassung und Vernichtung durch einen geordneten Rückzug, der sie nach einer weiteren Niederlage bei Le Cateau (26. August) bis an die Marne führte. Die in Deutschland nahezu vergessene Schlacht spielt – mit einem allerdings meist auf die Ereignisse am 23. August beschränkten Blick – vor allem in Großbritannien eine bedeutende Rolle bei der Erinnerung an den Great War und wird besonders in populärwissenschaftlichen Darstellungen des Ersten Weltkrieges immer wieder herausgehoben besprochen.

## Vorgeschichte

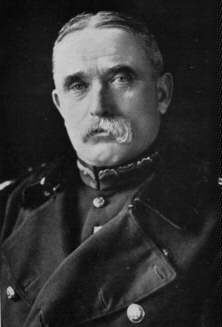
Feldmarschall John French

Die beiden Korps der BEF waren am Abend des 20. August 1914 gefechtsbereit im Raum östlich und südlich von Le Cateau versammelt. Die britische Kavalleriedivision stand nordostwärts bei Maubeuge an der belgischen Grenze, einzelne Kavalleriepatrouillen waren auf belgischem Gebiet bis über Mons hinaus vorgerückt, ohne auf deutsche Truppen zu treffen. Die BEF bildete den äußersten linken Flügel des Aufmarschraumes der Entente-Truppen. Der Befehlshaber des Verbandes, Feldmarschall French, entschloss sich, mit dem 21. August beginnend in nordöstlicher bzw. nördlicher Richtung auf Mons vorzurücken, um einer befürchteten Überflügelung durch deutsche Truppen zu begegnen. Der französische Oberkommandierende Joffre bat die Briten kurz darauf, sich der allgemeinen Offensivbewegung der französischen 3., 4. und 5. Armee anzuschließen nach Soignies, 15 Kilometer nordöstlich von Mons, zu marschieren. Im Süden dieser Stadt trafen am Vormittag des 22. August britische und deutsche Kavalleriepatrouillen aufeinander. Dies und zahlreiche Aufklärungsmeldungen überzeugten den britischen Befehlshaber vom Nahen starker deutscher Verbände aus Richtung Brüssel. Er entschied, den eigenen Vormarsch zu stoppen und den Deutschen in den erreichten günstigen Positionen von Thieu entlang des Canal du Centre bis Nimy und von da am Mons-Condé-Kanal entlang bis Thulin, Frontbreite etwa 30 Kilometer zu begegnen. Die Truppen hoben auf der Südseite der Kanäle Schützengräben aus oder verbarrikadierten sich in den dicht stehenden Wohn- und Industriebauten. Das nördlich der Kanallinie gelegene, gut für die Verteidigung einzurichtende Tertre wurde ebenfalls besetzt.

Die allgemeine Aufgabe der deutschen 1. Armee nach dem 18. August – dem Beginn des Vormarsches des deutschen Schwenkungsflügels (vgl. Schlieffen-Plan) – war es, die Nordflanke der gegnerischen Aufstellung nach Möglichkeit zu umfassen. Das Armeeoberkommando (AOK) 1 war von der Heeresleitung dem AOK 2 unterstellt worden. Letzteres wandte sich gegen das vom AOK 1 gewünschte weite Ausholen nach Westen und setzte einen eng an den rechten Flügel der 2. Armee angelehnten Vormarschweg der 1. Armee durch. Aufgrund dieser Disposition prallten die Divisionen der 1. Armee am 23. August frontal auf die britischen Verbände. Die deutsche Führung war über erfolgte Anlandungen britischer Truppen in französischen Kanalhäfen informiert, hatte bis zum 22. August aber keinerlei Informationen über deren Verbleib. Trotz der an diesem Tag festgestellten starken Aufklärungstätigkeit durch Flugzeuge und Reiterei vermutete das AOK 1 die BEF weiter südwestlich oder südlich bei Valenciennes bzw. Maubeuge auf französischem Territorium. Meldungen deutscher Flieger über kilometerlange Marschkolonnen bei Mons erreichten das AOK 1 aus unbekannten Gründen nicht. Für den 23. August wurde der Vormarsch in den Raum nordwestlich Maubeuge befohlen.

## Verlauf
Die folgende Schlacht fand zwischen den Hochtälern des Escaut und der Sambre statt. Westlich von Mons bildet das Haine-Tal eine lange, mit Wiesen bedeckte Tiefebene, in der sich der Fluss weit bis zur Schelde schlängelt und dort einmündet. Zahlreiche mit Wasser gefüllte Gräben, die von Pappeln und Weiden gesäumt sind, dienen der Austrocknung der Ebene, machen aber die Bewegungen von Truppenteilen außerhalb der Straßen fast unmöglich. An der nördlichen Grenze des Haine-Tals erstreckt sich in einem Sandstreifen eine raue und unbebaute Region, die stellenweise mit Wald bedeckt ist. Entlang des linken Ufers verläuft der Canal, an dem die britische Armee unter Feldmarschall French eine Stellung eingenommen hatte.

### 23. August

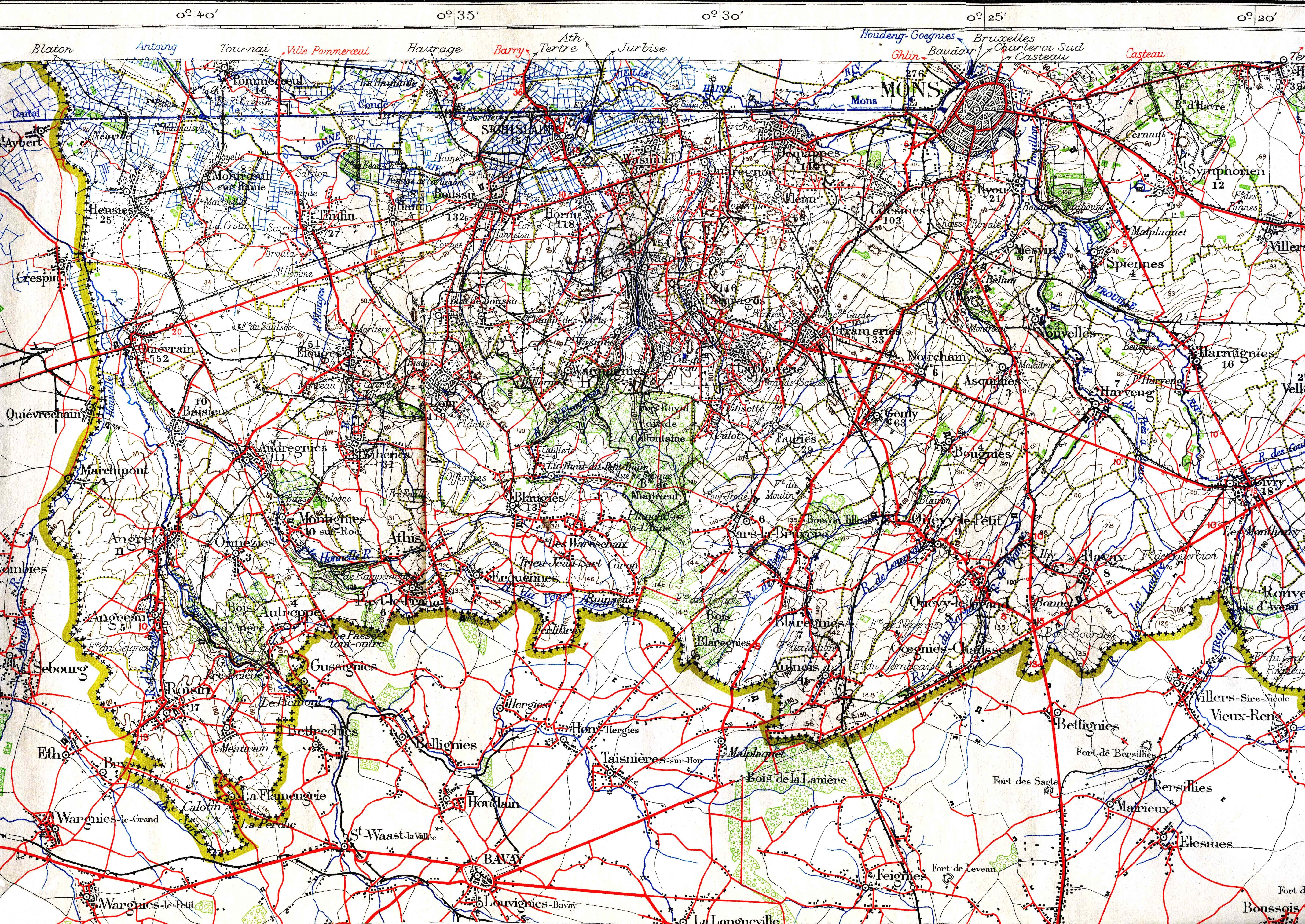
Karte des Kampfgebiets westlich und südlich von Mons

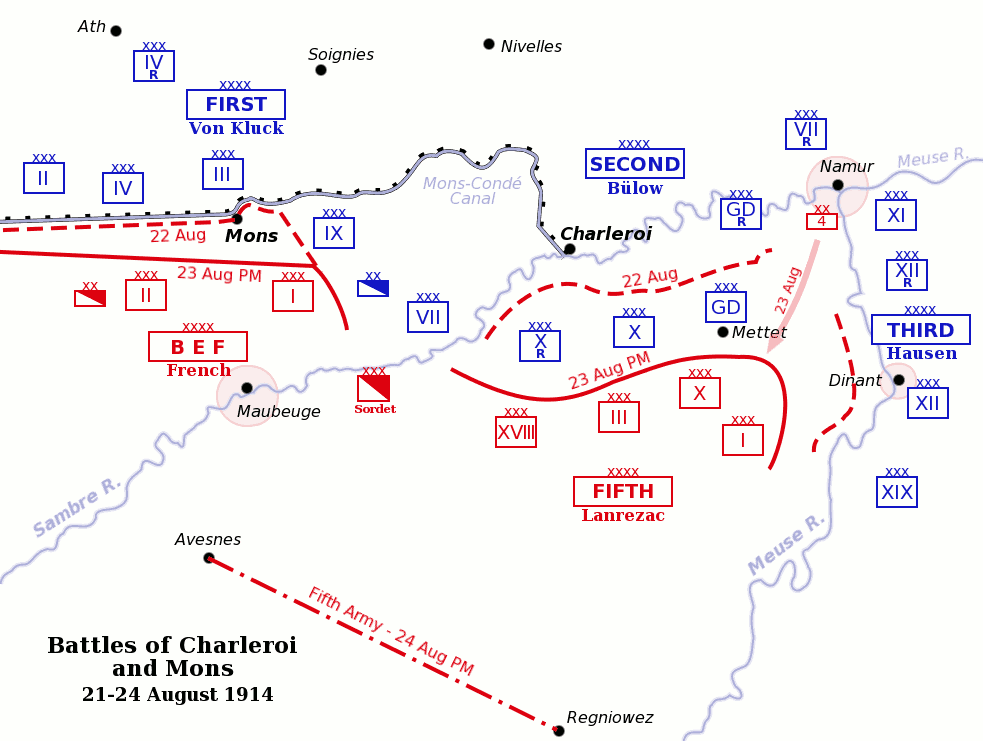
Karte der Schlachten von Charleroi und Mons vom 21. bis 24. August 1914

Am Morgen des 23. August hielt die britische Armee auf einer 40 km breiten Front den Raum beidseitig von Mons besetzt: das 2. Corps (General Smith-Dorrien) mit der 3. und 5. Division rechts am unmittelbaren östlichen Stadtrand dieser Stadt entlang des Kanals bis zur Schelde; das 1. Corps (General Haig) – mit der 1. und 2. Division (Generalmajor Monro) hinter dem rechten Flügel des 2. Corps im Raum südöstlich von Mons, entlang der Straße nach Beaumont mit Front nach Nordost. Die 5. Kavallerie-Brigade (Brigadegeneral Chetwode) die Verbindung zu den Franzosen suchend mit Masse in Binche, die Vorhut aus Soignies zurückziehend; die 2. Kavallerie-Brigade (Brigadier-General De Lisle) stand vor dem Kanal, die Aufklärung noch bis Soignies vorgeschoben. Die Masse der Kavallerie (1., 3. und 4. Kavallerie-Brigade) sicherte unter General Allenby am linken Flanke des 2. Corps bis zur französischen Grenze bei Quiévrain. Mit der Bahn aus Valenciennes kommend, verstärkte die britische 19. Infanterie-Brigade (Generalmajor Drummond) den linken Flügel der 5. Division (Generalmajor Fergusson). Die hauptsächlich im Kampf stehende 2. Corps war angewiesen, die Position hinter dem Kanal so lange wie möglich zu verteidigen, um der im Norden bedrängten belgischen Armee Entlastung zu verschaffen.

Eine (Falsch-)Meldung über gegnerische Truppenkonzentrationen bei Tournai – an der rechten Flanke der deutschen 1. Armee – veranlasste deren Befehlshaber (Generaloberst von Kluck) um 9.30 Uhr vormittags zu einem allgemeinen Haltebefehl. Der festgelegte Haltepunkt (Straße Leuze-Mons-Binche) lag zum Teil jenseits der Kanallinie und war insbesondere vom linken Flügel der Armee noch nicht erreicht worden. General von Quast, der Befehlshaber des in dieser Richtung angesetzten IX. Armee-Korps entschloss sich daher zur Fortsetzung des Vormarschs und beauftragte die 18. Division (Generalleutnant von Kluge) mit der Besetzung der Übergänge über den Canal du Centre bei Nimy und Obourg. An den Übergängen entwickelten sich heftige Kämpfe mit Truppen des britischen 1. Corps, welche die Angreifer für sich entscheiden konnten. Nimy wurde gegen 16 Uhr gestürmt. Das südlich anschließende Mons konnte kurz darauf kampflos besetzt werden. Im Südosten und Osten der Stadt Widerstand leistende britische Truppen wurden gegen Abend im Verein mit der weiter östlich über den Kanal gegangenen 17. Division (Generalleutnant von Bauer) nach Südwesten zurückgeworfen.

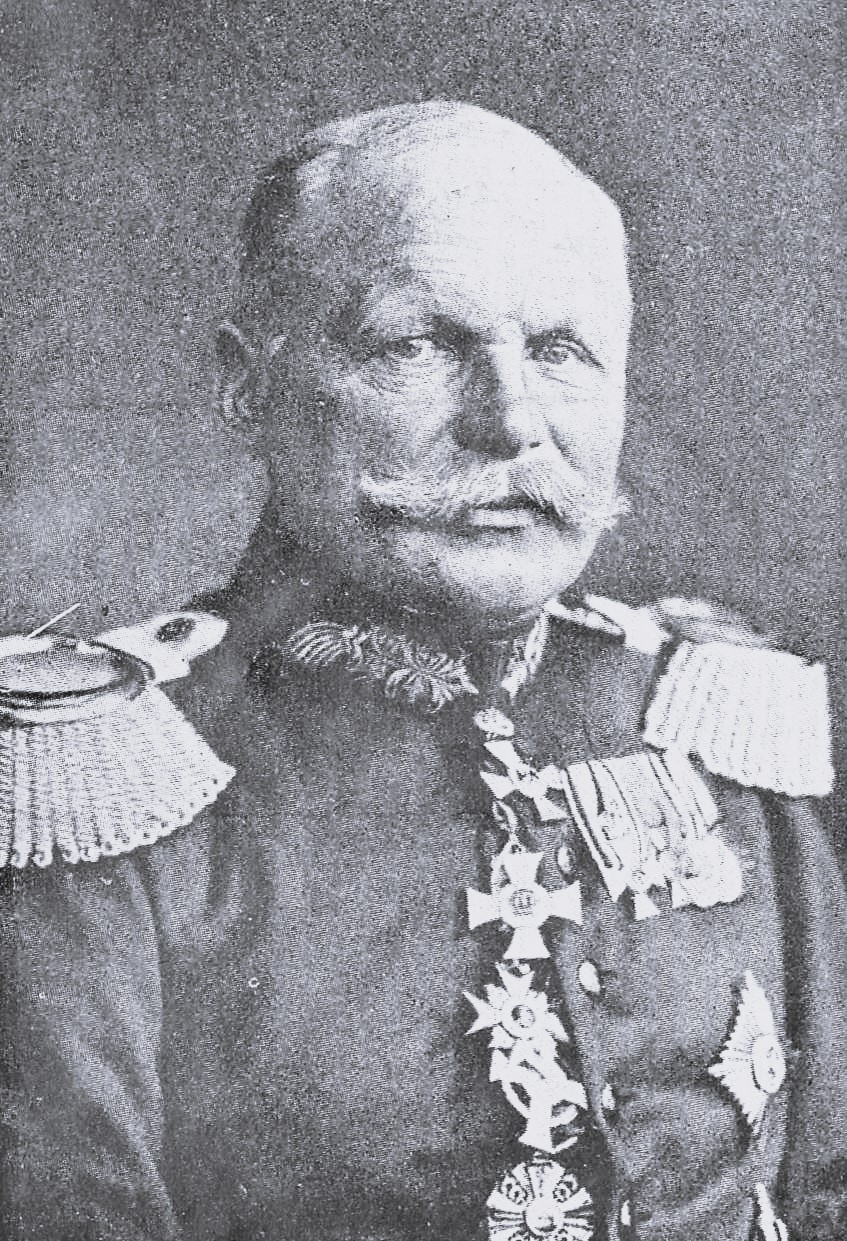
General von Lochow, Befehlshaber des deutschen III. Armeekorps

Als am frühen Nachmittag der Irrtum, der zum Haltebefehl Klucks geführt hatte, erwiesen war und nunmehr mit einiger Sicherheit feststand, dass sich die Hauptmacht der Briten direkt südwärts der Front der 1. Armee befand, befahl das AOK 1 dem rechts an das IX. Korps anschließenden III. Korps, in Richtung auf St. Ghislain und Jemappes zum Mons-Condé-Kanal vorzurücken. Die beiden aus brandenburgischen Kerntruppen der preußischen Armee zusammengesetzten Divisionen dieses Korps mussten dabei eine mehr als einen Kilometer breite, nahezu deckungslose Niederung überwinden und anschließend in den Kampf um die wenigen unzerstörten Kanalübergänge gegen einen „zähen, fast unsichtbaren Feind“ eintreten. Eine Brigade der 5. Division (Generalleutnant Wichura) konnte Tertre stürmen, blieb aber südlich davon in dem von der Südseite des Kanals kommenden Gewehr- und Maschinengewehrfeuer liegen; eine andere Brigade konnte nach hartem Kampf am späten Nachmittag bei Wasmuël den Kanal überschreiten und den Ort gegen 20 Uhr nehmen. Nach Einbruch der Dunkelheit gelang auch bei der Eisenbahnbrücke südwestlich von Tertre die Überwindung des Kanals. Die direkt gegenüber von Jemappes angreifende 6. Division (Generalmajor Herhudt von Rohden) kam zunächst gegen das Feuer der in den Häusern dieses Industrieortes verschanzten Verteidiger nicht voran. Am späten Nachmittag konnte jedoch eine überraschend vorgehende, aus Nahdistanz durch Feldgeschütze unterstützte Kampfgruppe eine Brücke sichern. Über diese stürmte die Division den Ort und stieß noch am Abend in südlicher Richtung auf Frameries vor.

Das westlich an das III. Korps anschließende IV. Korps ging seit 15 Uhr gegen die britische linke Flanke bei Pommerœul vor. Hier waren zwei Kanäle und ein Eisenbahndamm zu überwinden. Die 8. Division (Generalleutnant Hildebrandt) konnte den Übergang über das erste Wasserhindernis erzwingen, musste den Angriff auf das zweite (den Mons-Condé-Kanal) nach Einbruch der Dunkelheit aber einstellen. Weiter östlich gelang Teilen der 7. Division (Generalleutnant Riedel) erst gegen Mitternacht der erste Einbruch. Ein schwaches Detachement grub sich etwa 400 Meter hinter dem Kanal an der südwärts führenden Straße nach Thulin ein. Das Gros verblieb vorerst weiter nördlich. Einzelne britische Gegenangriffe gegen Positionen des III. und IX. Korps wurden in den Nachtstunden abgewiesen. Für den 24. August sah das AOK 1 die Fortsetzung des Angriffs vor. Vor allem sollte das IV. Korps auf dem rechten Flügel den Mons-Condé-Kanal überschreiten. Dabei war im Grundsatz vorgesehen, die Briten am für wahrscheinlich gehaltenen Rückzug nach Westen bzw. Südwesten zu hindern und sie stattdessen in die Festung Maubeuge hineinzudrängen. Alle drei Korps wurden auf Bavay bzw. den Raum westlich Bavay angesetzt. Für die beabsichtigte Umfassung zog die Armeeführung auch das II. Korps und das IV. Reserve-Korps an den rechten Flügel heran. Diese am 23. noch weit abseits stehenden Verbände sollten am 24. in der Richtung auf Condé vorstoßen. Der Höhere Kavalleriekommandeur 2 (HKK) Georg von der Marwitz wurde gebeten, mit seinen drei Kavalleriedivisionen Valenciennes westlich zu umgehen und in den Raum Denain vorzustoßen, um die nach Westen führenden Rückzugsstraßen zu blockieren.

### 24. August

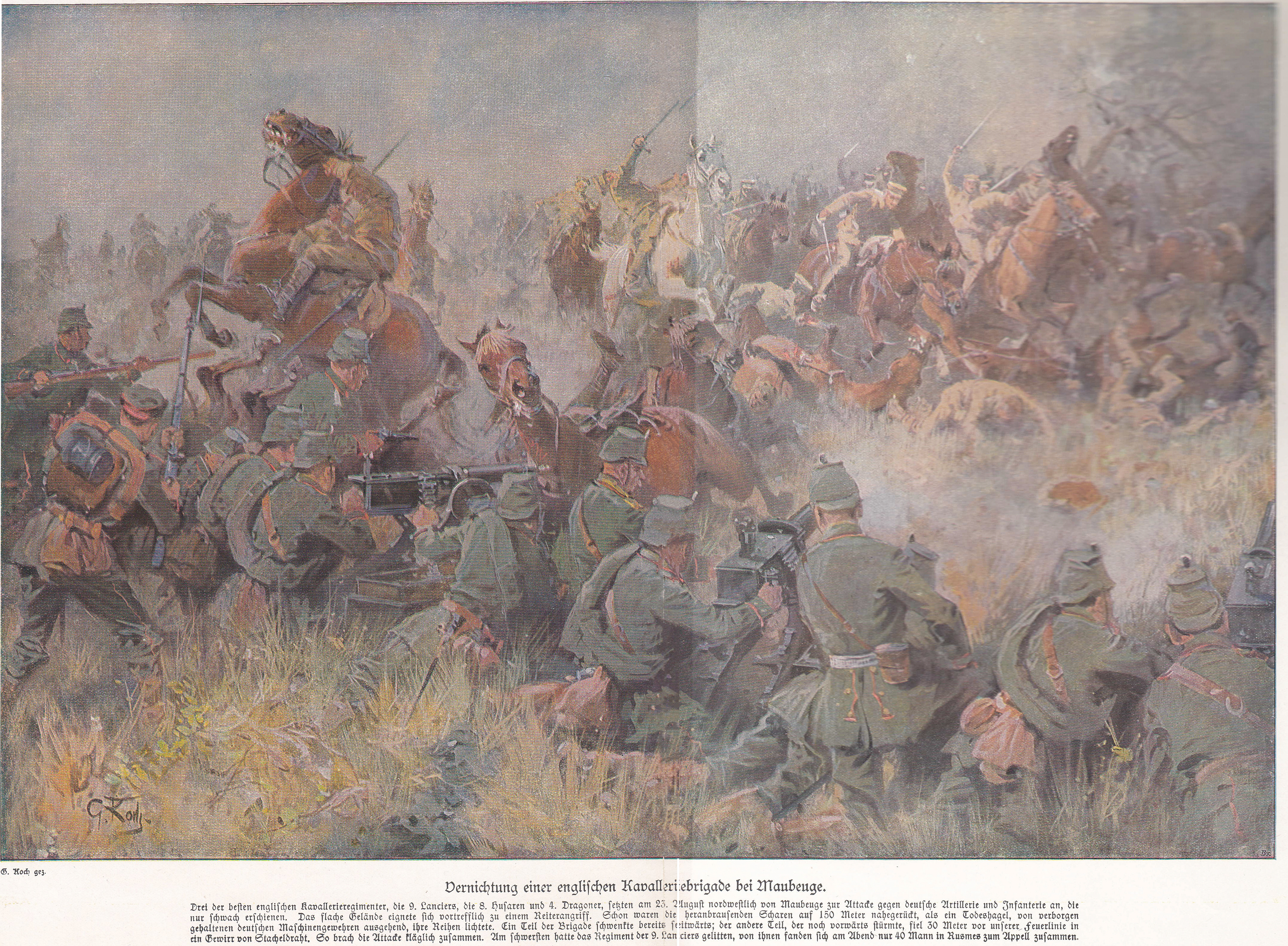
Abwehr englischer Kavallerieangriffe bei Maubeuge

In den frühen Morgenstunden wurde es im Hauptquartier der BEF zur Gewissheit, dass sich der rechts anschließende linke Flügel der französischen 5. Armee auf Maubeuge zurückzog. Die Franzosen rieten den Briten zum Nachvollzug dieser Bewegung. Angesichts der nun auch auf dem rechten Flügel drohenden Umfassung erteilte French die entsprechenden Befehle zwischen 1 und 2 Uhr. Zwischen 4 und 7 Uhr begann die von Ost nach West gestaffelte Absetzbewegung der britischen Truppen. Zum Zeitpunkt der Erneuerung des deutschen Angriffs befand sich die Masse der britischen Verbände allerdings noch in ihren Stellungen. Das IX. Korps griff mit Tagesanbruch in südwestlicher Richtung an und erreichte gegen hartnäckigen britischen Widerstand am Abend die Linie Eugies-Genly-Asquillies. Zwischenzeitlich war der Angriff wegen der unsicheren Lage an der linken Flanke – die Verbindung zur zweiten Armee war abgerissen – für einige Stunden unterbrochen worden. Wie schon am Vortag hatte das III. Korps auch am 24. August die Hauptlast der Kämpfe zu tragen. In erbittert geführten Häuserkämpfen brachte die 6. Division bis zum Mittag die Dörfer Frameries, La Bouverie und Pâturages unter Kontrolle, um anschließend zur Unterstützung der 5. Division gegen Warquignies vorzugehen.

Die 5. Division hatte zuvor St. Ghislain nach mehrstündigem Häuserkampf eingenommen und war nach Süden über Hornu hinaus vorgedrungen. Gegen 15 Uhr wurde der Widerstand der den Eisenbahndamm zwischen Dour und Wasmes verteidigenden britischen Infanterie und Artillerie gebrochen und Warquignies eingenommen. Eine Verfolgung des weichenden Gegners fand wegen der starken Erschöpfung der deutschen Verbände nicht mehr statt. Das IV. Korps, das den Hauptschlag führen sollte, fand bei Tagesanbruch keinen Gegner mehr vor. Alle Kanalübergänge waren in der Nacht zerstört worden. Nach einigen Stunden über Behelfsbrücken vorgehend, erreichte die 8. Division gegen Mittag bei Quiévrain französisches Gebiet und sollte weiter nach Westen auf Valenciennes vorstoßen. Dieser Vorstoß musste jedoch abgebrochen werden, weil Nachhuten des nun offensichtlich abrückenden Gegners – vor allem die britische Kavalleriedivision – die 8. Division im Raum Baisieux-Audregnies in Gefechte verwickelten. Die 7. Division erreichte unterdessen über Thulin vorgehend Angre. An der rechten Flanke erreichte und besetzte das II. Korps an diesem Tag gegen schwachen Widerstand französischer Truppen Condé. Die Verbände des HKK 2 nahmen in Kämpfen gegen Teile zweier überraschend auftretender französischer Territorialdivisionen Tournai und Marchiennes.

## Ergebnisse und Folgen

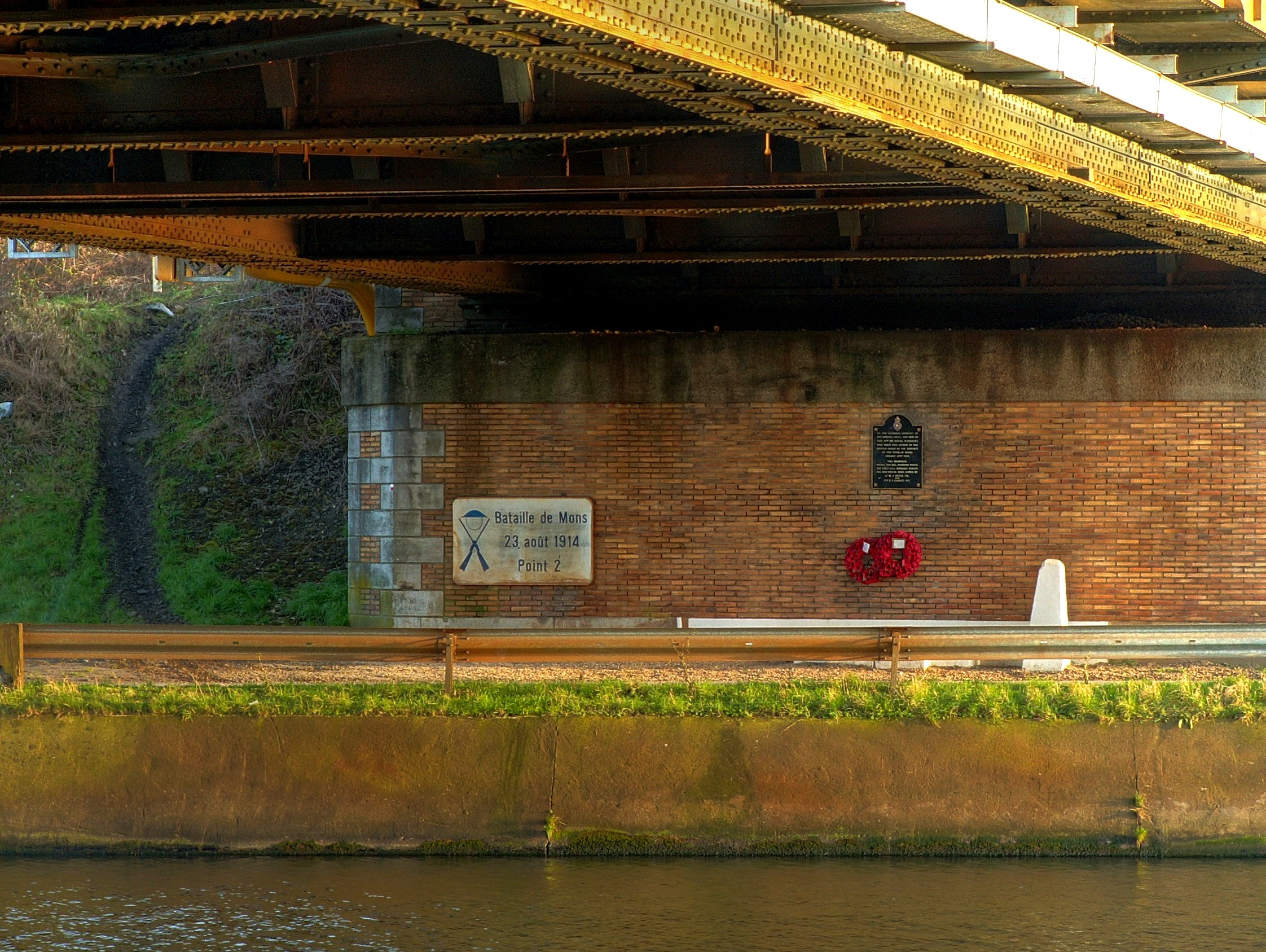
Gedenkstätte am Sockel der heftig umkämpften Brücke von Nimy

Anders als die britischen sind die deutschen Verluste bei Mons noch nicht seriös recherchiert worden. Die von britischen Autoren oft genannte Zahl von 5.000 Toten und Verwundeten allein am 23. August ist nirgendwo belegt und offenbar mehr oder weniger frei erfunden. Da sich die Gesamtverluste aller 6 Korps der 1. Armee vom 20. bis zum 31. August 1914 auf insgesamt 2.145 Tote und Vermisste sowie 4.932 Verwundete beliefen, kann von einer deutlich geringeren Verlustziffer ausgegangen werden. Die deutschen Truppen hatten die britischen Verbände aus zum Teil idealen Verteidigungspositionen hinausgedrängt und das Schlachtfeld behauptet. Allerdings erwies sich der taktische Erfolg auf lange Sicht als ernster strategischer Fehlschlag. Die 1. Armee war frontal auf den äußersten linken Flügel des gegnerischen Aufmarsches gestoßen – und hatte diesen nicht, wie konzeptionell fest vorgesehen, mit ihren Hauptkräften umgangen. Das war in der Hauptsache auf die gegen den Widerstand Klucks durchgesetzte Engführung dieses Verbandes durch das AOK 2 zurückzuführen. Der nachträglichen Überflügelung aus dem Gefecht heraus hatte sich die BEF am 24. August rechtzeitig und in guter Ordnung entziehen können.

Damit blieb dieser kampfstarke Verband weiter einsatzfähig. Die Schlacht bei Mons machte zudem evident, dass Großbritannien in der Lage war, einen mehr als nur symbolischen Beitrag zu einem modernen Landkrieg auf dem europäischen Kontinent zu leisten. Die leichtfertige Unterschätzung dieses Potentials durch deutsche Spitzenmilitärs – Moltke hatte gegenüber Tirpitz die Nachricht von der Landung der britischen Truppen mit den Worten „Die arretieren wir!“ kommentiert – erwies sich in den Folgejahren angesichts des Ausbaus der BEF zu einem Millionenheer als Fehlkalkulation von durchaus kriegsentscheidender Bedeutung.